# 고양국제고등학교
고양국제고등학교(高陽國際高等學校)는 대한민국 경기도 고양시 일산동구 식사동에 있는 공립 고등학교이다.

## 학교 연혁
- 2009년 4월 14일 : 고양국제고등학교 설립 인가
- 2010년 3월 24일 : 고양국제고등학교 기공식
- 2011년 3월 1일 : 개교
- 2011년 3월 1일 : 초대 이영철 교장 부임
- 2011년 3월 2일 : 제1기 209명 입학
- 2014년 2월 6일 : 제1회 193명 졸업
- 2020년 3월 1일 : 제3대 김혜정 교장 부임
- 2024년 2월 1일 : 제11회 졸업식(198명)
- 2024년 3월 4일 : 제14회 신입생 204명 입학

## 참고 자료
- 고양국제고등학교 - 한국교육학술정보원 학교알리미